# Буус
Буус (нім. Buus) — громада  в Швейцарії в кантоні Базель-Ланд, округ Зіссах.

## Географія
Громада розташована на відстані близько 70 км на північний схід від Берна, 11 км на схід від Лісталя.
Буус має площу 8,9 км², з яких на 7,1% дозволяється будівництво (житлове та будівництво доріг), 64,2% використовуються в сільськогосподарських цілях, 28,7% зайнято лісами, 0% не є продуктивними (річки, льодовики або гори).

## Демографія
2019 року в громаді мешкало 1069 осіб (+13,4% порівняно з 2010 роком), іноземців було 8,5%. Густота населення становила 121 осіб/км².
За віковим діапазоном населення розподілялося таким чином: 20% — особи молодші 20 років, 60,4% — особи у віці 20—64 років, 19,6% — особи у віці 65 років та старші. Було 442 помешкань (у середньому 2,4 особи в помешканні).
Із загальної кількості 233 працюючих 90 було зайнятих в первинному секторі, 47 — в обробній промисловості, 96 — в галузі послуг.